# حومان جرير
محمد حومان جرير (و. 30 نوفمبر 1944 - 19 ماي 2018) كان لاعب كرة قدم مغربي شارك في كأس العالم لكرة القدم 1970. سجل أول هدف للمغرب في بطولة كاس العالم على الإطلاق، وكان في مرمى منتخب ألمانيا الغربية في الشوط الأول، وظل المنتخب المغربي متقدماً حتى تحقق الفوز للألمان بأهداف أوفه زيلر، وغيرد مولر في الشوط الثاني.

## مصدر
ويكيبيديا الإنجليزية

## روابط خارجية
- حومان جرير على موقع الاتحاد الدولي (مؤرشف)  (الإنجليزية)
- حومان جرير على موقع قاعدة بيانات كرة القدم.إي يو (الإنجليزية)
- حومان جرير على موقع ناشيونال فوتبول تيمز (الإنجليزية)